# کریگ دوبسون
کریگ دوبسون (انگلیسی: Craig Dobson؛ زادهٔ ۲۳ ژانویهٔ ۱۹۸۴) بازیکن فوتبال اهل بریتانیا است.
از باشگاه‌هایی که در آن بازی کرده‌است می‌توان به باشگاه فوتبال کریستال پالاس، باشگاه فوتبال منزفیلد تاون، باشگاه فوتبال ووکینگ، باشگاه فوتبال چلتنهام تاون، باشگاه فوتبال تاروک، باشگاه فوتبال استیونج، باشگاه فوتبال میلتون کینز دونز، باشگاه فوتبال ساتون یونایتد، باشگاه فوتبال کترینگ تاون، باشگاه فوتبال برنتفورد، باشگاه فوتبال بارنت، باشگاه فوتبال فارن‌بورو، باشگاه فوتبال براینتری تاون، و باشگاه فوتبال وایکام واندررز اشاره کرد.
وی همچنین در تیم ملی فوتبال جامائیکا بازی کرده‌است.